# 3317 Паріс
3317 Паріс, з тимчасовим позначенням 1984 KF — астероїд, троянець Юпітера. Його діаметр становить приблизно 119 км (74 милі), і він є одним із найбільших троянців Юпітера. Паріс був відкритий 26 травня 1984 року американськими астрономами Керолін та Юджином Шумейкерами в обсерваторії Паломар у Каліфорнії, США. Цей астероїд має сферичну форму та належить до астероїдів типу T. Його період обертання навколо своєї осі складає 7,1 години. Астероїд був названий на честь Паріса, Троянського принца, який є одним із ключових персонажів у давньогрецькій міфології, зокрема, в «Іліаді» Гомера.

## Орбіта та класифікація
Астероїд 3317 Паріс знаходиться в точці Лагранжа L5, яка розташована на 60° позаду Юпітера на його орбіті. Місце, де багато астероїдів утримуються завдяки гравітаційній взаємодії між Юпітером та Сонцем.
Паріс обертається навколо Сонця на відстані від 4,6 до 5,9 астрономічних одиниць (а.о.), що є відстанню в 4,6 до 5,9 разів більшою за відстань між Землею та Сонцем. Астероїд робить один оберт навколо Сонця за 11 років і 11 місяців (4 359 днів), а його середній радіус орбіти становить 5,22 а.о. Орбіта астероїда має ексцентриситет 0,13, що означає, що вона трохи витягнута. Нахил орбіти Паріса складає 28° відносно екліптики — площини, на якій рухаються основні планети. Перше спостереження цього астероїда було зафіксовано в серпні 1963 року в обсерваторії Гете Лінка під тимчасовим позначенням 1963 QD, більше ніж за 20 років до його офіційного відкриття в обсерваторії Паломар.

## Фізичні характеристики
Астероїд Паріс має класифікацію T-типу за системою SMASS, що вказує на особливості його поверхні. Однак за класифікацією Буса–ДеМео він відноситься до темного D-типу, який є найбільш поширеним серед астероїдів троянців Юпітера. Індекс кольору V—I для Паріса становить 0,95, що є типовим для астероїдів D-типу. Це означає, що поверхня астероїда відбиває дуже мало світла, що робить його темним і менш помітним в порівнянні з іншими астероїдами, що мають більш яскраву поверхню. Оскільки поверхня астероїда не відбиває багато світла, більшість сонячного світла, що потрапляє на Паріса, поглинається, що робить його ще темнішим.

### Період обертання
Спостереження обертання астероїда Паріс почалися в листопаді 1990 року. Перше фотометричне спостереження, проведене італійським астрономом Стефано Моттолою за допомогою 1-метрового телескопа ESO в обсерваторії Ла-Сілья в Чилі, показало, що період обертання астероїда становить 7,082±0,004 години з амплітудою яскравості 0,08±0,01 зоряної величини. У липні 1998 року Моттола виміряв той самий період з амплітудою 0,10 зоряної величини в обсерваторії Калар-Альто в Іспанії.
Подальші спостереження, проведені Робертом Стефенсом у Центрі досліджень Сонячної системи у 2016—2017 роках, виявили періоди 7,048 і 7,091 години з амплітудою 0,11 зоряної величини. Ці результати замінили попередні вимірювання періоду 7,08 години, отримані Рене Роем і Федеріко Манціні в 2008 та 2009 роках. Низька варіація яскравості в усіх фотометричних спостереженнях свідчить про те, що астероїд має сферичну форму, а не витягнуту.

### Діаметр та альбедо
Під час покриття 17 серпня 2010 року було виміряно основну та малу осі астероїда Паріс, які склали 116,0 × 116,0 км, хоча ці дані мають не дуже точне співвідношення. Результати обстежень, проведених за допомогою інфрачервоного астрономічного супутника IRAS, японського супутника Akari та місії NEOWISE від НАСА, дають оцінки діаметра Паріса в межах від 116,26 до 120,45 км. Поверхня астероїда має альбедо від 0,055 до 0,0626. За даними Collaborative Asteroid Lightcurve Link, альбедо становить 0,0625, а діаметр астероїда визначено як 116,26 км на основі даних від IRAS та абсолютної величини 8,3. Згідно з каталогами трьох згаданих місій, Паріс займає 6-е, 10-е та 11-е місце серед найбільших троянців Юпітера.

## Назва
Астероїд 3317 Паріс отримав своє ім'я на честь принца Паріса з грецької міфології, одного з синів царя Пріама з Трої. Викрадення Єлени Троянської, дружини Менелая, стало причиною Троянської війни. Офіційна цитата для назви була опублікована Центром малих планет 27 грудня 1985 року (M.P.C. 10312).